# Memorial Cholo Armada
El Memorial Cholo Armada es una competición de vela para embarcaciones de la clase internacional snipe que se disputa en Vigo, Galicia (España) desde 2007, organizada por el Real Club Náutico de Vigo. 

## Historia
El Real Club Náutico de Vigo celebra anualmente esta competición en homenaje a Ángel Armada, conocido como "Cholo Armada", destacado regatista del club, que también fue directivo de la entidad y presidente de la federación gallega de vela. Su trayectoria deportiva, con tres campeonatos de España de la clase snipe (1960, 1966 y 1968), un subcampeonato de Europa (1960), cuatro copas de S.A.R. el Príncipe de Asturias (1969, 1971, 1975 y 1979), además de infinidad de victorias en otras competiciones, le convierten en el deportista más destacado de la historia del club vigués. Después de su fallecimiento, en octubre de 2006, se instituyó este trofeo memorial, haciendo coincidir su primera edición con la celebración del VII Trofeo Luso-Galaico, en marzo de 2007.
En 2022 fue Campeonato Ibérico de la clase Snipe.

## Formato de competición
El trofeo para el patrón vencedor ha sido donado por la familia Armada, y se entrega en interinidad. Se lo adjudicará en propiedad aquel que lo gane en tres ediciones consecutivas o cinco alternas.

## Palmarés
| Año  | Yate                         | Patrón / Proel                                                  | Flota                                 |
| 2007 |                              | Martin Bermúdez de la Puente/ Carmen Vergara                    | Liceo Casino de Villagarcía de Arosa  |
| 2008 |                              | Diogo Pereira / Mafalda Barros de Pereira                       | Associação Naval de Lisboa            |
| 2009 | Faro Fino                    | Tiago Roquette / Joaquim Moreira                                | Sport Club do Porto                   |
| 2010 | Vías                         | Jaime de Miranda Osset / Pablo Ríos                             | Real Club Náutico de Vigo             |
| 2011 | Solventis                    | Manuel Bermúdez de Castro Muñoz / David González Gosende        | Club Náutico de Ribadeo               |
| 2012 | Atún                         | Roberto Vidal / José Ramón Pardo                                | Real Club Náutico de La Coruña        |
| 2013 | Wifi Vilanova                | Bernardo Paz Docampo / Óscar Gómez Oliveira                     | Liceo Casino de Villagarcía de Arosa  |
| 2014 | Cobra Mor                    | Miguel Guimaraes / David Abecasis                               | Clube Naval da Horta                  |
| 2015 | Testa Matta                  | Juan Deben Tiscar / Gerardo Prego Menor                         | Liceo Casino de Villagarcía de Arosa  |
| 2016 | Persson                      | Jordi Triay / Lluis Mas                                         | Club Marítimo de Mahón                |
| 2017 | WE DO SAILING                | Tiago Roquette / Salvador Roquette                              | Sport Club do Porto                   |
| 2018 |                              | Bruno Gago / Pedro Ameneiro                                     | Real Club de Regatas de Galicia       |
| 2019 |                              | Bruno Gago / César Conde                                        | Real Club de Regatas de Galicia       |
| 2020 | THe Hoteles                  | Gustavo del Castillo Palop / Rafael del Castillo Palop          | Real Club Náutico de Gran Canaria     |
| 2021 | Pichurreiro                  | Jaime de Miranda Osset / Ismael Iess                            | Real Club Náutico de La Coruña        |
| 2022 | Pro Rigging-Anodizing Yachts | Víctor Pérez Campos / Enric Noguera                             | Club Marítimo San Antonio de la Playa |
| 2023 | Toro Rosso                   | Roberto Bermúdez de Castro Rey / Pablo Mijares                  | Club Náutico Marina Coruña            |
| 2024 | Pichurreiro                  | Jaime de Miranda Osset / Francisco Javier García-Tizon González | Real Club Náutico de La Coruña        |
| 2025 | Toro Rosso                   | Roberto Bermúdez de Castro Rey / José Ramón Pardo Galdo         | Club Náutico Marina Coruña            |